# Medalla commemorativa de la fundació d'un Estat
La medalla de la fundació d'una Estat (japonès: 大満洲国建国功労章) és una medalla de Manxukuo, establerta per l'Edicte núm. 11 del governant suprem de Manxukuo datat l'1 de març de 1933, en el primer aniversari de la fundació de Manxukuo. Se suposava que la medalla s'havia d'atorgar a aquells que van tenir un paper en la fundació de Manchukuo. La majoria dels destinataris eren personal militar japonès que va participar en l'incident de Manxúria. És l'única medalla de Manchukuo, abans de la seva proclamació com a imperi.

## Disseny
La medalla té la forma d'un cercle, amb un diàmetre de 30 mm. Fabricat en bronze recobert amb vernís negre.
A l'anvers hi ha dos caràcters xinesos en plata 建国 (Fundació de l'Estat), emmarcats per tiges de sorgo, amb grans de plata als seus extrems, les tiges estan lligades entre si amb un llaç.
Al revers hi ha els caràcters japonesos 大同元年建国功労章大満洲国 (Estat de Manxúria; Pel mèrit a la fundació; 1r any de Datong (Lema del regnat de Pu Yi com a governant suprem de Manxukuo).
La cinta té 33 mm d'amplada, feta de seda moiré. D'esquerra a dreta hi ha franges: blau (4,5 mm), vermell (4,5 mm), groc (15 mm), blanc (4,5 mm) i negre (4,5 mm) (els colors de la bandera de Manxukuo). Sovint, l'exèrcit japonès penjava el medalló en una cinta japonesa estàndard, de 37 mm d'ample, perquè aquesta no encaixava bé al bloc de premis.
S'atorgava dins d'una caixa de fusta, recoberta amb vernís negre. A la tapa hi ha caràcters japonesos d'or o plata (els caràcters daurats de la tapa indiquen que el premi es va emetre en temps de pau, i en temps de guerra els caràcters eren de plata) 大満洲国建国功労章 (Homenatge a l'estat de Manxúria).